# Grafham (Cambridgeshire)
Pour les articles homonymes, voir Grafham.
Grafham est une paroisse civile et un village du Cambridgeshire, en Angleterre.